# Entombed Alive
Entombed Alive è un cortometraggio muto del 1909 che ha come interpret Annette Kellerman. Il nome del regista non viene riportato nei credit del film, basato su La Grande Bretèche di Honoré de Balzac.

## Produzione
Il film fu prodotto dalla Vitagraph Company of America.

## Distribuzione
Distribuito dalla Vitagraph Company of America, il film - un cortometraggio in una bobina - uscì nelle sale cinematografiche statunitensi il 30 ottobre 1909. Non si conoscono copie ancora esistenti della pellicola che viene considerata presumibilmente perduta.